# Chiffre magique (sport)
Pour les articles homonymes, voir Nombre magique.
Dans certains sports, un chiffre magique,,, ou nombre magique, est un nombre utilisé pour illustrer à quel point un club est près de s'assurer d'une première place ou d'une qualification aux séries éliminatoires.

## Exemple
Le chiffre magique est calculé par la formule suivante :
{\displaystyle M+1-V_{a}-D_{b}}
- M représente le nombre de matchs à jouer au total dans la compétition.
- V représente le nombre de victoires de l'équipe a.
- D représente le nombre de défaites de l'équipe b.

Dans l'exemple suivant, tiré de la saison 2014 de la Ligue majeure de baseball, Pittsburgh est l'équipe a et Milwaukee l'équipe b :
| Équipe     | V  | D  |
| Pittsburgh | 85 | 71 |
| Milwaukee  | 80 | 76 |

Le chiffre magique de Pittsburgh pour éliminer définitivement son adversaire, Milwaukee, et s'assurer d'une place en éliminatoires, est de 2. Il y a 162 matchs à jouer dans la saison. Pittsburgh compte 85 victoires et Milwaukee a 76 défaites.
{\displaystyle 162+1-85-76=2}
Puisque le chiffre magique est de 2, n'importe quelle combinaison de victoires de l'équipe a (Pittsburgh) ou de défaites de l'équipe b (Milwaukee) permet à l'équipe a de placer son adversaire hors de portée. Dans ce cas précis, il peut s'agir de deux victoires de Pittsburgh même si Milwaukee gagne deux fois dans la même période, ou encore une victoire et une défaite pour chaque club, ou encore deux défaites de Pittsburgh mais deux défaites de Milwaukee qui élimineraient ces derniers. Si les deux équipes jouaient l'une contre l'autre, l'équipe victorieuse retrancherait 2 à son nombre magique (sa victoire additionnée à la défaite de son adversaire).

## Variantes
Considéré du point de vue de l'équipe qui risque l'élimination, le nombre magique est parfois appelé « nombre tragique, », un jeu de mots en anglais entre magic number et tragic number. Le « nombre tragique » a aussi été utilisé pour décrire la combinaison de défaites d'un club et de victoires de ses adversaires pour qu'il s'assure du dernier rang d'une compétition.

## Usages
Le chiffre magique est, entre autres, utilisé dans nombre de championnats comportant une phase de séries éliminatoires, comme la Ligue majeure de baseball, la Ligue nationale de football, la National Basketball Association et la Ligue nationale de hockey.